# Pokój w Chocimiu

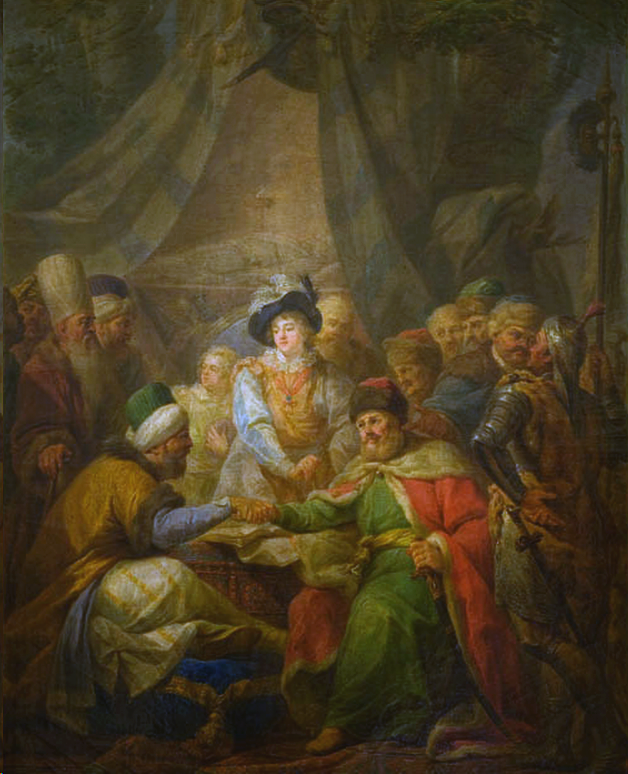
Traktat chocimski, obraz Marcello Bacciarelli

Pokój w Chocimiu – rozejm (zwany pokojem hetmańskim) zawarty 9 października 1621, pomiędzy Rzecząpospolitą a Imperium Osmańskim. Kończył wojnę polsko-turecką 1620–1621.
Zgodnie z postanowieniami rozejmu Turcja miała prawo ingerować w wewnętrzne sprawy Mołdawii i zatwierdzać wybór hospodarów wołoskich.
Było to potwierdzenie postanowień wcześniejszego traktatu w Buszy z 1617.
Pokój hetmański zawarty pod Chocimiem był traktatem niższego rzędu, zatwierdzonym ponownie w 1624 r. podczas uroczystego poselstwa księcia Krzysztofa Zbaraskiego do Stambułu, zawarciem pokoju wieczystego.